# 壬庄乡
壬庄乡，是中华人民共和国广西壮族自治区百色市靖西市下辖的一个乡镇级行政单位。

## 行政区划
壬庄乡下辖以下地区：
二郎村、真意村、史典村、敏马村、壬庄村、个宝村、邦亮村、龙井村、龙珠村、巴烈村、巴择村和腾茂村。